# 臺灣機場列表
以下列出中華民國臺灣各座機場，包含民用、軍用機場，另本條目名稱為台灣機場，但除台灣本島機場外，也含澎湖離島、中華民國福建省之金馬2縣之機場。民用機場在中華民國法律上，分為「航空站」、只提供飛機起降的「飛行場」，除臺灣桃園國際機場以國營事業形式直隸於交通部外，其他機場皆由交通部民用航空局直接管理。軍用機場方面，大部分為國防部空軍司令部管理的「空軍基地」，少數由國防部陸軍司令部、國防部海軍司令部管理。

## 民用機場
民用機場設置的主要法源依據為中華民國《民用航空法》和《民營飛行場管理規則》，分為航空站、飛行場等兩大類型。根據《民用航空法》第二條的規定，飛行場僅提供航空器起降即可，航空站則必須提供多元的服務，如設置航廈、塔台、跑道等基礎服務設施。機場的經營者方面，航空站僅允許各級政府機關（目前僅有民航局屬下的各航空站）、外資未超過百分之50的有限公司或股份有限公司（目前僅有國營的桃園國際機場公司一家）、和代表人或股東全為中華民國國民之法人組織經營；飛行場則放寬允許所有中華民國國民以個人身分設立。

### 航空站等級分類
中華民國各航空站分為以下等級：
1. 特等航空站：目前有臺灣桃園國際機場。
2. 甲等航空站：目前有臺北國際航空站、高雄國際航空站。
3. 乙等航空站：目前有臺中航空站、金門航空站、澎湖航空站、臺南航空站、臺東航空站、花蓮航空站、嘉義航空站、馬祖航空站。

由於臺灣本島缺乏可供興建機場的土地，部份機場為軍民合用機場。其中又細分為下列兩種：
- 民管軍防機場：指民航單位管理機場、部分區域為軍方航空基地者。目前有臺北國際機場、恆春機場、澎湖機場和金門機場。
- 民用軍管機場：指軍方管理機場、部分區域開放民用者。目前有臺中國際機場、嘉義機場、臺南機場和花蓮機場。

此外，中華民國民航機場也分成兩種機場營運模式，有國際機場與國內機場。
- 國際機場：國際機場是指可接受來自其它國家的班機著陸和起飛的機場。這類機場通常較大，且通常有較長的跑道和設施以供常用於國際或洲際航行的大型飛機使用，並設有海關和出入境管理。臺灣目前有四座國際機場分別是臺灣桃園國際機場、臺北國際機場、高雄國際機場和臺中國際機場。[1]
- 國內機場：國內機場指的是一種主要處理國內航班的民用機場。國內機場大多沒有海關和邊檢設施，因此無法處理與其他國家之間的航班，但也有少數國內機場有國際定期航班，如：臺南機場。臺灣目前有臺南機場、花蓮機場等13座國內機場。[2]

| 機場名稱         | 俗名       | IATA碼 | ICAO碼 | 所在區域 | 跑道長度／數量              | 行政區       | 隸屬航空站       | 登記地址                    |
| ---------------- | ---------- | ------ | ------ | -------- | --------------------------- | ------------ | ---------------- | --------------------------- |
| 臺灣桃園國際機場 | 桃園機場   | TPE    | RCTP   | 北部     | 北跑道：3660m 南跑道：3800m | 桃園市大園區 | 臺灣桃園國際機場 | 桃園市大園區航站南路9號     |
| 松山國際機場     | 松山機場   | TSA    | RCSS   | 北部     | 跑道：2605m                 | 臺北市松山區 | 臺北國際航空站   | 臺北市松山區敦化北路340-9號 |
| 高雄國際機場     | 小港機場   | KHH    | RCKH   | 南部     | 跑道：3150m                 | 高雄市小港區 | 高雄國際航空站   | 高雄市小港區中山四路2號     |
| 臺中國際機場     | 清泉崗機場 | RMQ    | RCMQ   | 中部     | 跑道：3659m                 | 臺中市沙鹿區 | 臺中航空站       | 臺中市沙鹿區中航路一段168號 |
| 臺東機場         | 豐年機場   | TTT    | RCFN   | 東部     | 跑道：2438m                 | 臺東縣臺東市 | 臺東航空站       | 臺東縣臺東市民航路1100號    |
| 臺南機場         | 臺南機場   | TNN    | RCNN   | 南部     | 跑道1：3050m 跑道2：3050m   | 臺南市南區   | 臺南航空站       | 臺南市南區機場路775號       |
| 嘉義機場         | 水上機場   | CYI    | RCKU   | 南部     | 跑道：3050m                 | 嘉義縣水上鄉 | 嘉義航空站       | 嘉義縣水上鄉榮典路1號       |
| 蘭嶼機場         | 蘭嶼機場   | KYD    | RCLY   | 東部     | 跑道：1132m                 | 臺東縣蘭嶼鄉 | 臺東航空站       | 臺東縣蘭嶼鄉紅頭村漁人151號 |
| 花蓮機場         | 花蓮機場   | HUN    | RCYU   | 東部     | 跑道：2751m                 | 花蓮縣新城鄉 | 花蓮航空站       | 花蓮縣新城鄉嘉里村機場1號   |
| 澎湖機場         | 澎湖機場   | MZG    | RCQC   | 南部     | 跑道：3000m                 | 澎湖縣湖西鄉 | 澎湖航空站       | 澎湖縣湖西鄉隘門村126-1號   |
| 金門機場         | 尚義機場   | KNH    | RCBS   | 金馬     | 跑道：3004m                 | 金門縣金湖鎮 | 金門航空站       | 金門縣金湖鎮中山路2號       |
| 馬祖北竿機場     | 北竿機場   | MFK    | RCMT   | 金馬     | 跑道：1150m                 | 連江縣北竿鄉 | 馬祖航空站       | 連江縣北竿鄉塘岐村261-2號   |
| 馬祖南竿機場     | 南竿機場   | LZN    | RCFG   | 金馬     | 跑道：1579m                 | 連江縣南竿鄉 | 馬祖航空站       | 連江縣南竿鄉復興村220號     |
| 綠島機場         | 綠島機場   | GNI    | RCGI   | 東部     | 跑道：992m                  | 臺東縣綠島鄉 | 臺東航空站       | 臺東縣綠島鄉南寮村231號     |
| 七美機場         | 七美機場   | CMJ    | RCCM   | 南部     | 跑道：783m                  | 澎湖縣七美鄉 | 澎湖航空站       | 澎湖縣七美鄉平和村55號      |
| 望安機場         | 望安機場   | WOT    | RCWA   | 南部     | 跑道：822m                  | 澎湖縣望安鄉 | 澎湖航空站       | 澎湖縣望安鄉中社村156號     |
| 恆春機場         | 五里亭機場 | HCN    | RCKW   | 南部     | 跑道：1700m                 | 屏東縣恆春鎮 | 高雄國際航空站   | 屏東縣恆春鎮省北路二段393號 |

※註1：上表金色底表格表示為國際機場或有國際定期航班或兩岸直航的國內機場。

※註2：2023年9月15日，北竿機場與南竿機場行政組織合併為交通部民用航空局馬祖航空站，並由丁等升級為乙等。

### 飛行場
至2021年5月26日止，中華民國國內民營飛行場共有15處。
| 登記名稱                                 | IATA碼 | ICAO碼 | 降落區尺寸           | 經營者                 | 行政區       |
| ---------------------------------------- | ------ | ------ | -------------------- | ---------------------- | ------------ |
| 臺北榮民總醫院                           |        |        | 方型，20.6×20.6公尺  | 臺北榮民總醫院         | 臺北市北投區 |
| 溪頭米堤直昇機飛行場                     |        |        | 圓形，直徑20.4公尺   | 合家歡休閒股份有限公司 | 南投縣鹿谷鄉 |
| 東引直昇機飛行場                         |        | RCDY   | 長方形，59.3×40公尺  | 連江縣政府             | 連江縣東引鄉 |
| 東莒直昇機飛行場                         |        | RCDJ   | 長方形，35×31.25公尺 | 連江縣政府             | 連江縣莒光鄉 |
| 西莒直昇機飛行場                         |        | RCSJ   | 長方形，35×31.25公尺 | 連江縣政府             | 連江縣莒光鄉 |
| 天龍直昇機飛行場（暫停使用）             |        |        | 方型，30×30公尺      | 陳裕泰先生             | 嘉義縣大埔鄉 |
| 童綜合醫院直昇機飛行場                   |        |        | 方型，20.2×20.2公尺  | 童綜合醫院             | 臺中市梧棲區 |
| 臺北市政府災害應變中心                   |        |        | 方型，22×22公尺      | 臺北市政府             | 臺北市信義區 |
| 雙和醫院直昇機飛行場                     |        |        | 方型，27×27公尺      | 臺北醫學大學           | 新北市中和區 |
| 中國醫藥大學附設醫院五權院區直昇機飛行場 |        |        | 圓形，直徑29公尺     | 中國醫藥大學           | 臺中市北區   |
| 內政部消防署訓練中心直昇機飛行場         |        |        | 圓形，直徑46公尺     | 內政部消防署訓練中心   | 南投縣竹山鎮 |
| 國軍高雄總醫院屋頂直昇機飛行場           |        |        | 圓形，直徑29.64公尺  | 國軍高雄總醫院         | 高雄市苓雅區 |
| 高雄市政府災害應變中心直昇機飛行場       |        |        | 圓形，直徑21公尺     | 高雄市政府消防局       | 高雄市前鎮區 |
| 亞東醫院直昇機飛行場                     |        |        | 圓形，直徑24公尺     | 亞東紀念醫院           | 新北市板橋區 |
| 員林基督教醫院直昇機飛行場               |        |        | 圓形，直徑30公尺     | 員林基督教醫院         | 彰化縣員林市 |

## 機場面積
| 登記名稱         | IATA碼 | ICAO碼 | 降落區面積（公頃） | 經營者                         | 跑道長度                          |
| ---------------- | ------ | ------ | ------------------ | ------------------------------ | --------------------------------- |
| 臺灣桃園國際機場 | TPE    | RCTP   | 1249               | 桃園國際機場股份有限公司       | 北跑道：3660公尺 南跑道：3800公尺 |
| 松山國際機場     | TSA    | RCSS   | 182                | 交通部民航局、國防部空軍司令部 | 2605公尺                          |
| 高雄國際機場     | KHH    | RCKH   | 244                | 交通部民航局                   | 3150公尺                          |
| 臺中國際機場     | RMQ    | RCMQ   | 1800               | 交通部民航局、國防部空軍司令部 | 3659公尺                          |
| 臺東機場         | TTT    | RCTT   | 153.7              | 交通部民航局                   | 2438公尺                          |
| 花蓮機場         | HUN    | RCYU   | 438                | 交通部民航局、國防部空軍司令部 | 2751公尺                          |
| 臺南機場         | TNN    | RCNN   | 557                | 交通部民航局、國防部空軍司令部 | 3050公尺                          |
| 嘉義機場         | CYI    | RCKU   | 670                | 交通部民航局、國防部空軍司令部 | 3050公尺                          |
| 澎湖機場         | MZG    | RCQC   | 214                | 交通部民航局、國防部空軍司令部 | 3000公尺                          |
| 蘭嶼機場         | KYD    | RCLY   | 9.7                | 交通部民航局                   | 1132公尺                          |
| 綠島機場         | GNI    | RCGI   | 9.8                | 交通部民航局                   | 992公尺                           |
| 金門機場         | KNH    | RCBS   | 240                | 交通部民航局                   | 3004公尺                          |
| 馬祖北竿機場     | MFK    | RCMT   | 30.4               | 交通部民航局                   | 1150公尺                          |
| 馬祖南竿機場     | LZN    | RCFG   | 37.9               | 交通部民航局                   | 1579公尺                          |

## 軍用機場

### 空軍基地

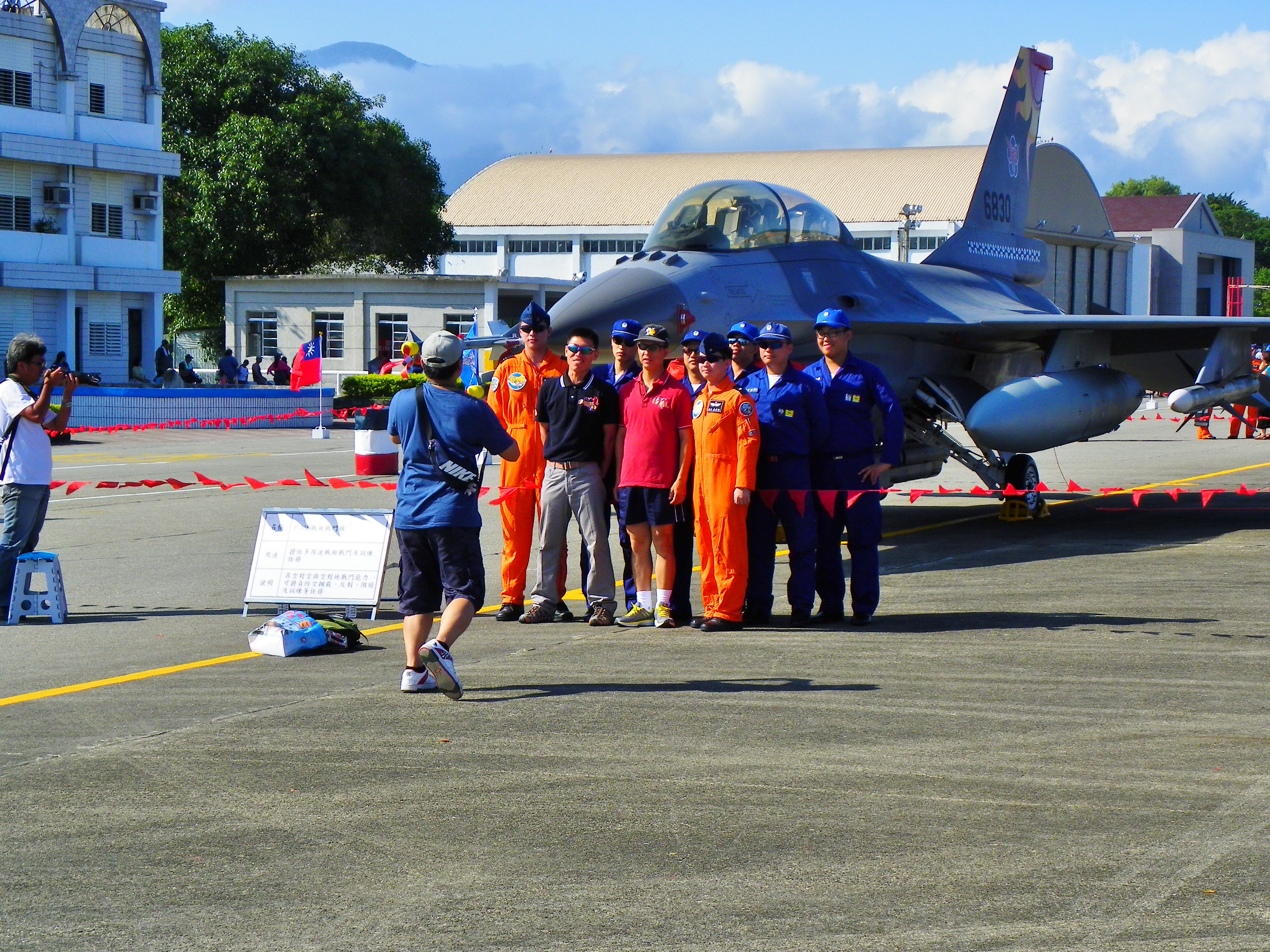
空軍志航基地

- 空軍松山基地（與臺北國際航空站共用，無常駐戰鬥機）
- 空軍新竹基地（曾開放民用）
- 空軍清泉崗基地（與臺中國際航空站共用）
- 空軍嘉義基地（通稱水上基地；與嘉義航空站共用）
- 空軍台南基地（與臺南航空站共用）
- 空軍岡山基地（空軍軍官學校）
- 空軍屏東基地（屏東北場、屏東南場；曾開放民用）
- 空軍花蓮基地（與花蓮航空站共用）
- 空軍佳山基地（與花蓮基地相通）
- 空軍志航基地
- 空軍馬公基地（與澎湖航空站共用）
- 空軍金門基地（與金門航空站共用，無常駐戰鬥機）

### 海軍航空部隊機場
- 海軍左營基地
- 海軍花蓮神鷹基地（位於海軍花蓮基地內）

### 陸軍航空部隊直昇機機場
- 陸軍龍潭營區
- 陸軍新社營區
- 陸軍頭嵙山營區
- 陸軍歸仁營區
- 陸軍龍勤營區（與恆春航空站共用）

### 簡易機場
- 東沙機場（由海洋委員會海巡署管理）
- 太平島機場（由駐島海軍管理）

- 臺東太麻里靶場

## 機場列表
| 機場名稱         | ICAO代碼 | IATA代碼 | 跑道長度／數量                                        | 行政區       | 航空站名稱       | 軍方名稱       | 備註                         |
| ---------------- | -------- | -------- | ----------------------------------------------------- | ------------ | ---------------- | -------------- | ---------------------------- |
| 岡山機場         | RCAY     |          | 36R/18L跑道：2301m 36L/18R跑道：2440m                 | 高雄市岡山區 |                  | 空軍岡山基地   | 軍用                         |
| 金門機場         | RCBS     | KNH      | 06/24跑道：3004m                                      | 金門縣金湖鎮 | 金門航空站       |                | 民用                         |
| 七美機場         | RCCM     | CMJ      | 02/20跑道：783m                                       | 澎湖縣七美鄉 | 七美航空站       |                | 民用                         |
| 佳山機場         | RCCS     |          | 03/21跑道：2400m                                      | 花蓮縣新城鄉 |                  | 空軍佳山基地   | 軍用                         |
| 屏東南機場       | RCDC     | PIF      | 09/27跑道：2386m                                      | 屏東縣屏東市 |                  | 空軍屏東基地   | 軍用                         |
| 龍潭機場         | RCDI     |          | 04/22跑道：998m                                       | 桃園市龍潭區 |                  | 陸軍龍城營區   | 軍用                         |
| 南竿機場         | RCFG     | LZN      | 03/21跑道：1579m                                      | 連江縣南竿鄉 | 馬祖南竿航空站   |                | 民用                         |
| 豐年機場         | RCFN     | TTT      | 04/22跑道：2438m                                      | 臺東縣臺東市 | 臺東航空站       |                | 民用                         |
| 綠島機場         | RCGI     | GNI      | 35/17跑道：992m                                       | 臺東縣綠島鄉 | 綠島航空站       |                | 民用                         |
| 高雄國際機場     | RCKH     | KHH      | 09/27跑道：3150m                                      | 高雄市小港區 | 高雄國際航空站   |                | 民用                         |
| 嘉義機場         | RCKU     | CYI      | 36/18跑道：3050m                                      | 嘉義縣水上鄉 | 嘉義航空站       | 空軍嘉義基地   | 軍民合用                     |
| 恆春機場         | RCKW     | HCN      | 32/14跑道：1700m                                      | 屏東縣恆春鎮 | 恆春航空站       |                | 民用，與陸軍龍勤營區共用     |
| 東沙機場         | RCLM     | DSX      | 11/29跑道：1550m                                      | 高雄市旗津區 |                  |                | 軍用                         |
| 蘭嶼機場         | RCLY     | KYD      | 31/13跑道：1132m                                      | 臺東縣蘭嶼鄉 | 蘭嶼航空站       |                | 民用                         |
| 清泉崗機場       | RCMQ     | RMQ      | 36/18跑道：3659m                                      | 臺中市沙鹿區 | 臺中國際航空站   | 空軍清泉崗基地 | 軍民合用                     |
| 北竿機場         | RCMT     | MFK      | 03/21跑道：1150m                                      | 連江縣北竿鄉 | 馬祖北竿航空站   |                | 民用                         |
| 臺南機場         | RCNN     | TNN      | 36R/18L跑道：3050m 36L/18R跑道：3050m                 | 臺南市南區   | 臺南航空站       | 空軍臺南基地   | 軍民合用                     |
| 新竹機場         | RCPO     | HSZ      | 05/23跑道：3644m                                      | 新竹市北區   |                  | 空軍新竹基地   | 軍用                         |
| 澎湖機場         | RCQC     | MZG      | 02/20跑道：3000m                                      | 澎湖縣湖西鄉 | 澎湖航空站       | 空軍馬公基地   | 軍民合用                     |
| 志航機場         | RCQS     |          | 04/22跑道：3370m                                      | 臺東縣臺東市 |                  | 空軍志航基地   | 軍用                         |
| 左營機場         | RCRA     |          | 36R/18L跑道：3050m 36L/18R跑道：798m                  | 高雄市楠梓區 |                  | 海軍左營基地   | 軍用                         |
| 太平機場         | RCSP     |          | 07/25跑道：1200m                                      | 高雄市旗津區 |                  |                | 軍用                         |
| 屏東北機場       | RCSQ     | RIF      | 08/26跑道：2442m                                      | 屏東縣屏東市 |                  | 空軍屏東基地   | 軍用，2011年8月11日 民用停用 |
| 松山機場         | RCSS     | TSA      | 10/28跑道：2605m                                      | 臺北市松山區 | 臺北國際航空站   | 空軍松山基地   | 軍民合用                     |
| 臺灣桃園國際機場 | RCTP     | TPE      | 05L/23R跑道：3660m 05R/23L跑道：3800m                 | 桃園市大園區 | 臺灣桃園國際機場 |                | 民用                         |
| 望安機場         | RCWA     | WOT      | 02/20跑道：822m                                       | 澎湖縣望安鄉 | 望安航空站       |                | 民用                         |
| 新社機場         | RCWK     |          | 35/17跑道：801m                                       | 臺中市新社區 |                  | 陸軍龍祥營區   | 軍用，陸軍翔平營區同空域     |
| 歸仁機場         | RCXY     |          | 36E/18E跑道：999m 36A/18A跑道：530m 36B/18B跑道：530m | 臺南市歸仁區 |                  | 陸軍歸仁營區   | 軍用                         |
| 花蓮機場         | RCYU     | HUN      | 03/21跑道：2751m                                      | 花蓮縣新城鄉 | 花蓮航空站       | 空軍花蓮基地   | 軍民合用                     |

## 已廢止機場
下列依照其廢止之時間排列。
| 名稱                     | ICAO代碼 | 所在地                     | 用途                       | 啟用時間   | 廢止時間                                          |
| ------------------------ | -------- | -------------------------- | -------------------------- | ---------- | ------------------------------------------------- |
| 後龍飛行場               |          | 苗栗縣後龍鎮               | 二次大戰日軍機場           |            | 戰後廢棄                                          |
| 卓蘭飛行場               |          | 苗栗縣卓蘭鎮壢西坪         | 二次大戰日軍機場           |            | 戰後廢棄                                          |
| 臺中東飛行場             |          | 臺中市太平區               | 二次大戰日軍機場           |            | 戰後成軍營與眷村                                  |
| 大肚山飛行場             |          | 臺中市龍井區與大肚區       | 二次大戰日軍機場           |            | 戰後廢棄                                          |
| 草屯飛行場               |          | 南投縣草屯鎮復興里         | 二次大戰日軍機場           |            | 戰後廢棄                                          |
| 埔里飛行場               |          | 南投縣埔里鎮               | 二次大戰日軍機場           |            | 戰後廢棄                                          |
| 彰化飛行場               |          | 彰化縣福興鄉番婆村與外埔村 | 二次大戰日軍機場           |            | 戰後廢棄                                          |
| 北斗飛行場               |          | 彰化縣竹塘鄉與埤頭鄉       | 二次大戰日軍機場           |            | 戰後廢棄                                          |
| 二林飛行場               |          | 彰化縣二林鎮               | 二次大戰日軍機場           |            | 戰後廢棄                                          |
| 北港飛行場               |          | 雲林縣北港鎮與水林鄉       | 二次大戰日軍機場           |            | 戰後廢棄                                          |
| 苓雅寮水上飛行場         |          | 高雄市苓雅區與前鎮區       | 二次大戰日軍機場           |            | 戰後廢棄                                          |
| 燕巢飛行場(岡山東飛行場) |          | 高雄市燕巢區               | 二次大戰日軍機場           | 1944年11月 | 戰後廢棄                                          |
| 鳳山飛行場               |          | 高雄市大寮區               | 二次大戰日軍機場           | 1944年12月 | 戰後廢棄                                          |
| 小港東飛行場(大寮飛行場) |          | 高雄市大寮區               | 二次大戰日軍機場           |            | 因秘密機場計畫中止,未完工                         |
| 旗山南飛行場             |          | 高雄市旗山區與杉林區       | 二次大戰日軍機場           |            | 因秘密機場計畫中止,未完工                         |
| 平頂山飛行場             |          | 屏東縣內埔鄉               | 二次大戰日軍機場           |            | 戰後廢棄                                          |
| 潮州飛行場               |          | 屏東縣潮州鎮               | 二次大戰日軍機場           |            | 戰後廢棄                                          |
| 東港水上飛行場           |          | 屏東縣東港鎮               | 二次大戰日軍機場           |            | 戰後廢棄                                          |
| 佳冬飛行場               |          | 屏東縣佳冬鄉               | 二次大戰日軍機場           |            | 戰後廢棄                                          |
| 淡水水上機場             |          | 新北市淡水區               | 民用、二次大戰時轉日軍機場 | 1937年     | 1945年8月                                         |
| 臺北南機場               |          | 臺北市萬華區               | 軍用                       | 1941年     | 1949年                                            |
| 樹林口飛行場             |          | 新北市林口區               | 二次大戰日軍機場           | 1944年10月 | 戰後廢棄；1954 年美軍駐台後將其改建為樹林口通訊站 |
| 五德機場（澎湖飛行場）   |          | 澎湖縣馬公市               | 軍用                       |            | 1964年空軍移駐到現今澎湖機場                      |
| 宜蘭機場                 | RCMS     | 宜蘭縣宜蘭市               | 軍用                       | 1939年     | 1973年                                            |
| 衛武機場                 |          | 高雄市鳳山區               | 軍用                       | 1956年     | 1970年代                                          |
| 小琉球機場               | RCLC     | 屏東縣琉球鄉               | 民用                       | 1975年     | 1970年代末期                                      |
| 八塊機場(懷生機場)       | RCUK     | 桃園市八德區               | 軍用                       | 1944年10月 | 2001年；改建國防大學校本部                        |
| 臺中水湳機場             | RCLG     | 臺中市西屯區、北屯區       | 軍民合用                   |            | 2004年3月5日                                      |
| 龍岡機場                 |          | 桃園市中壢區               | 軍用                       |            |                                                   |
| 西洪機場                 |          | 金門縣金湖鎮五里坡         | 軍用                       |            |                                                   |
| 桃園機場                 | RCGM     | 桃園市大園區、蘆竹區       | 軍用                       |            | 2013年8月1日                                      |
| 日月潭水上機場           |          | 南投縣魚池鄉               | 民用                       |            | 未知                                              |

### 引用
1. ↑  .   [2021-05-19]. （原始内容存档于2022-06-19）.
2. ↑  .   [2021-05-19]. （原始内容存档于2022-06-19）.
3. ↑  .   [2018-07-28]. （原始内容存档于2018-09-28）.
4. ↑  . 2023-09-16  [2023-11-07]. （原始内容存档于2023-11-07）.
5. ↑  . 交通部民用航空局. （原始内容存档于2021-06-28）.
6. 1 2  .   [2021-07-16]. （原始内容存档于2019-04-01）.
7. 1 2  . 澎湖知識服務平台.   [2019-05-28]. （原始内容存档于2021-03-01）.
8. ↑  . 軍聞社. 2013-07-31. （原始内容存档于2013-10-15）.

## 外部鏈結
- 交通部民用航空局 （页面存档备份，存于）
- 中華民國空軍司令部 （页面存档备份，存于）